# Thawte
Thawte Consulting （发音为“thought”）是X.509证书的证书颁发机构（CA）。Thawte于1995年由马克·沙特尔沃思在南非创立。截至2016年12月30日，其当时的母公司赛门铁克集团是互联网上第三大公共证书颁发机构，市场份额为 17.2%。 